# Karel Uhl
Karel Uhl (2. října 1836 Sušice – 26. února 1909 Sušice) byl rakouský politik české národnosti z Čech, poslanec Českého zemského sněmu a starosta Sušice.

## Biografie
Pokřtěn byl jako František Karel Uhl. Působil jako měšťan a majitel usedlosti v Sušici. Byl dlouholetým starostou města Sušice (v letech 1890–1905) a působil i jako okresní starosta. V Sušici mu patřilo hospodářství a hostinec.
V 70. letech se zapojil do vysoké politiky. V doplňovacích volbách v roce 1875 byl zvolen na Český zemský sněm, kde zastupoval kurii venkovských obcí, obvod Sušice, Horažďovice. Čeští poslanci tehdy praktikovali politiku pasivní rezistence (bojkotu sněmu), takže na práci sněmu se fakticky neúčastnil, byl pro absenci zbaven mandátu a manifestačně znovu zvolen v doplňovacích volbách roku 1876. a 1877. Patřil k Národní straně (staročeské). Počátkem 90. let 19. století se již uvádí jako mladočech.
Zemřel v únoru 1909. Bylo mu 72 let. Příčinou úmrtí byl zánět močového měchýře a ledvin.